# Großhennersdorf
Großhennersdorf – dzielnica miasta Herrnhut w Niemczech, w kraju związkowym Saksonia, w okręgu administracyjnym Drezno, w powiecie Görlitz, we wspólnocie administracyjnej Herrnhut.
Do 31 grudnia 2010 Großhennersdorf był gminą.